# Jânis Dalinš
Jānis Daliņš (5. listopadu 1904 Valmiera – 11. června 1978 Melbourne) byl lotyšský atlet, mistr Evropy v chůzi na 50 km v roce 1934.

## Sportovní kariéra
Startoval v chůzi na 50 kilometrů. Na olympiádě v Los Angeles v roce 1932 vybojoval stříbrnou medaili (první pro Lotyšsko v historii), na premiérovém mistrovství Evropy v roce 1934 v této disciplíně zvítězil. V dalších letech už tak úspěšný nebyl – na olympiádě v Berlíně v roce 1936 i o dva roky později na evropském šampionátu v Paříži závod nedokončil).
Při útěku před sovětskou okupací Lotyšska v roce 1940 se i s rodinou dostal do Austrálie, kde prožil zbytek života. Je považován za nejlepšího sportovce předválečného Lotyšska, v rodném městě Valmiera je po něm pojmenován stadion.